# Bataille de Gaines's Mill
Guerre de Sécession
Batailles
Campagne de la Péninsule
- Hampton Roads
- Yorktown
- Williamsburg
- Eltham's Landing
- Drewry's Bluff
- Hanover Court House
- Seven Pines
- Sept Jours
  - Oak Grove
  - Beaver Dam Creek
  - Gaines's Mill
  - Garnett's & Golding's Farm
  - Savage's Station
  - White Oak Swamp
  - Glendale
  - Malvern Hill

- Oak Grove
- Beaver Dam Creek
- Gaines's Mill
- Garnett's & Golding's Farm
- Savage's Station
- White Oak Swamp
- Glendale
- Malvern Hill

La bataille de Gaines's Mill, parfois connue comme la première bataille de Cold Harbor ou la bataille de la Chickahominy River, s'est déroulée le 27 juin 1862, dans le comté de Hanover, en Virginie, troisième bataille de la bataille des sept jours (campagne de la Péninsule) de la guerre de Sécession. À la suite de l'échec de la bataille de Beaver Dam Creek (Mechanicsville) de la veille, le général confédéré Robert E. Lee renouvelle ses attaques contre le flanc droit de l'armée de l'Union, relativement isolé sur le côté nord de la rivière Chickahominy. Là, le V corps du brigadier général Fitz John Porter a établi une solide ligne de défense derrière Boatswain's Swamp. La force de Lee doit lancer la plus grande attaque confédérée de la guerre, près de 57000 hommes en six divisions. Le V corps renforcé de Porter tient fermement l'après-midi alors que les confédérés attaquent de façon décousue, d'abord avec la division du major général A. P. Hill, puis avec celle du major général Richard S. Ewell, subissant de lourdes pertes. L'arrivée du commandement du major général Stonewall Jackson est retardée, empêchant la concentration totale de la force confédérée avant la réception des renforts du VI corps par Porter.
Au crépuscule, les confédérés organisent enfin un assaut coordonné  qui brise la ligne de Porter et repousse ses hommes vers la rivière Chickahominy. Les fédéraux retraitent en traversant la rivière pendant la nuit. Les confédérés sont trop désorganisés pour poursuivre la force principale de l'Union. Gaines's Mill sauve Richmond pour la Confédération en 1862 ; la défaite tactique convainc le commandant de l'armée du Potomac, le major général George B. McClellan, d'abandonner sa progression sur Richmond et de commencer une retraite vers la James River. La bataille s'est déroulée à peu près au même endroit que la bataille de Cold Harbor en 1864 et a un nombre similaire de victimes.

## Contexte

### Situation militaire
L'armée du Potomac de McClellan s'est avancée à quelques kilomètres de la capitale confédérée de Richmond et s'est arrêtée à la suite de la bataille de Seven Pines à la fin de mai 1862. Lee veut prendre l'initiative, estimant que rester sur la défensive stratégique joue en faveur de l'Union et permet de mettre à terre la Confédération. Il prévoit de basculer son armée confédérée de 90 000 hommes au nord de Richmond, et d'attaquer le flanc droit de McClellan. La cavalerie confédérée sous le commandement du major général J. E. B. Stuart a contourné l'armée de McClellan, confirmant que le flanc est ouvert - non ancré sur le Totopotomoy Creek - et vulnérable. Lee prévoit d'utiliser la force du major général Stonewall Jackson, transportée par chemin de fer de la vallée de Shenandoah, pour attaquer la droite et l'arrière de McClellan, tandis que le reste de son armée, sous les ordres des majors généraux A. P. Hill, James Longstreet et D. H. Hill attaquera à partir de Mechanicsville.

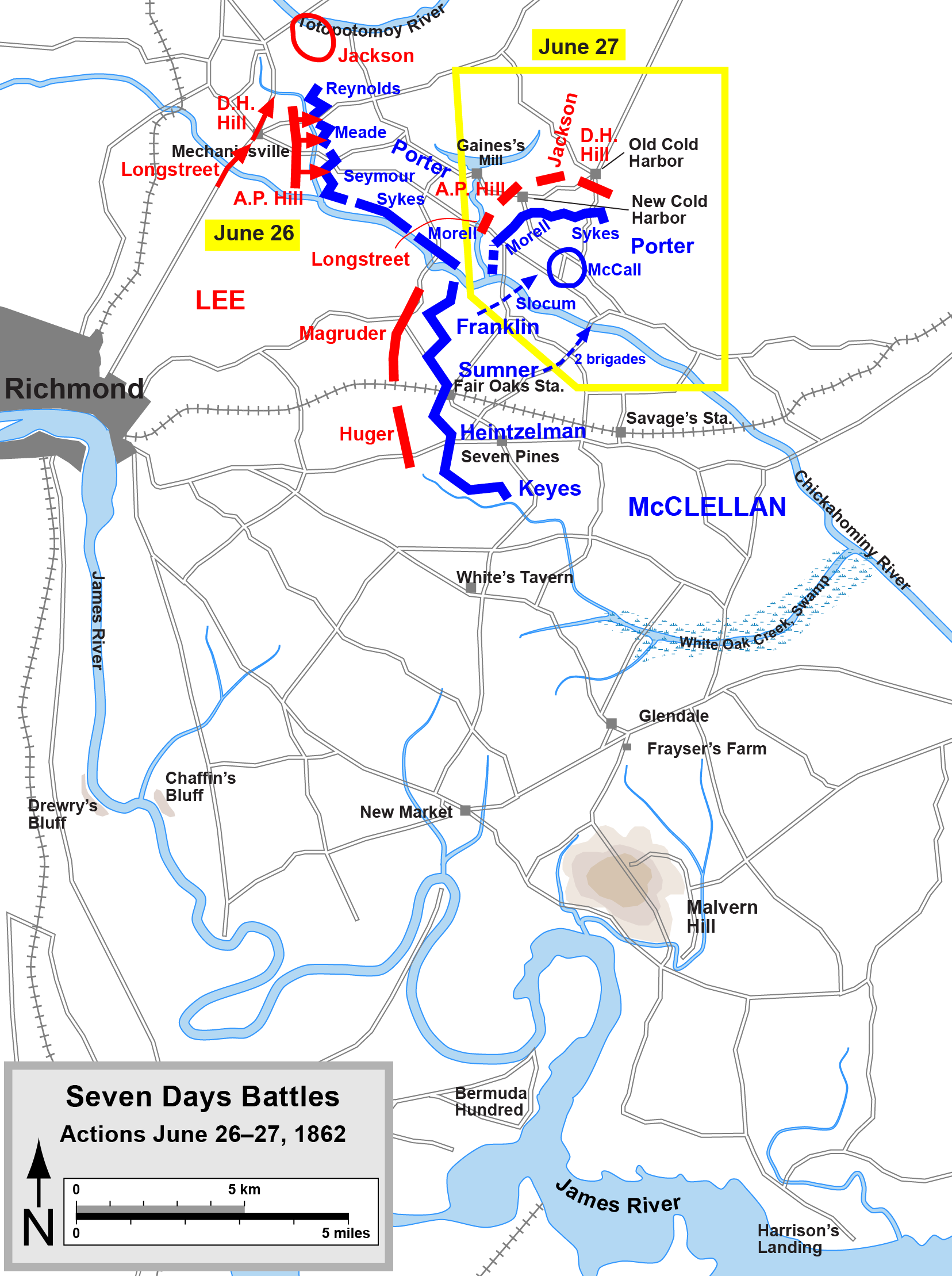
Bataille des sept jours, 26-27 juin 1862.
Confederate
Union

La bataille des sept jours commence avec une attaque de l'Union lors de la petite bataille d'Oak Grove le 25 juin, mais la première grande bataille a lieu le lendemain, lorsque Lee lance une vaste attaque contre McClellan lors de la bataille de Beaver Dam Creek (ou Mechanicsville). Lee attaque le V corps de Porter au nord de la Chickahominy, tandis que le gros de l'armée de l'Union est relativement inoccupé au sud de la rivière. Bien que cette bataille est une victoire tactique pour l'Union, McClellan réalise qu'il ne peut pas garder le corps de Porter en place avec Jackson menaçant son flanc. Il ordonne à Porter de commencer une retraite et dans le même temps décide de changer la base militaire d'approvisionnement de White House sur la rivière Pamunkey à Harrison's Landing sur le fleuve James. Cette décision est fatale à campagne de McClellan parce que l'abandon du chemin de fer qui conduit à la Pamunkey fait qu'il n'est plus en mesure de ravitailler son futur siège de Richmond avec l'artillerie lourde nécessaire.
Plusieurs subordonnés de McClellanle poussent à attaquer la division confédérée du major général John B. Magruder au sud de la Chickahominy, mais il craint le nombre important de confédérés qu'il pense se trouver devant lui et ne réussit pas à capitaliser sur l'écrasante supériorité qu'il a sur ce front. Magruder renforce ce malentendu en ordonnant des mouvements fréquents et, bruyants de petites unités d'avant en arrière et en utilisant des groupes d'esclaves avec des tambours pour simuler des grandes colonnes en marche. En outre, le corps des ballons de l'armée de l'Union, qui a effectué la seule observation aérienne pendant la campagne de la Péninsule, est rejoint par un concurrent confédéré. Le capitaine Langdon Cheves de la Caroline du Sud a construit un ballon multicolore avec de la soie de vêtements obtenus de Charleston et Savannah, qui voyage attaché sur un wagon sur le chemin de fer de la rivière York, armé par le commandant Edward Porter Alexander. L'apparition de ce ballon renforce la crainte de McClellan que les confédérés planifient une offensive contre son flanc gauche. Pendant la deuxième journée, les confédérés sont en mesure de continuer à tromper McClellan au sud de la rivière en employant de petites attaques de diversion pour fixer de l'attention des troupes fédérales de 60 000 hommes, tandis qu'une action plus importante a eu lieu au nord de la rivière.
L'ordre au corps de Porter arrive juste avant l'aube, et ils n'ont pas suffisamment de temps pour préparer une forte arrière-garde pour la retraite, causant la capture d'un grand nombre d'hommes de la division du brigadier général George A. McCall par les confédérés qui progressent. Porter choisit une nouvelle ligne défensive sur un plateau derrière le Boatswain's Swamp, juste au sud-est d'une usine détenu par le Dr William F. Gaines. C'est une solide position, avec deux divisions disposées en demi-cercle - le brigadier général George W. Morell sur la gauche et le brigadier général George Sykes sur la droite - et deux divisions en réserve - le brigadier général George A. McCall et le brigadier général Henry W. Slocum, le dernier, prêté à Porter par le VI corps du brigadier général William B. Franklin. La division de Slocum n'a pas traversé la rivière avant le début de la bataille, maintenue par l'inquiétude de McClellan au sujet d'une attaque imminente sur le front de Franklin.
Le plan offensif de Lee pour le 27 juin est similaire à celui de la veille. Il utilisera les divisions d'A. P. Hill et de Longstreet pour presser le corps de Porter alors qu'il se retire, pendant que Stonewall Jackson, avec D. H. Hill (beau-frère de Jackson), frappera la droite et l'arrière de Porter. L'effort combiné de toutes les forces de Lee est destiné à être la plus grande attaque confédérée de la guerre, près de 57000 hommes en six divisions. Lee voyage à Walnut Grove Church pour rencontrer Jackson et décrire le plan, qui demande à Jackson de marcher vers Old Cold Harbor, puis vers le sud, au-delà du flanc de Porter. Malheureusement, Lee fait des hypothèses erronées à propos de la disposition de Porter. Il suppose que le V corps défendra la ligne Powhite Creek, un peu à l'ouest de l'emplacement réel de Porter.

## Bataille

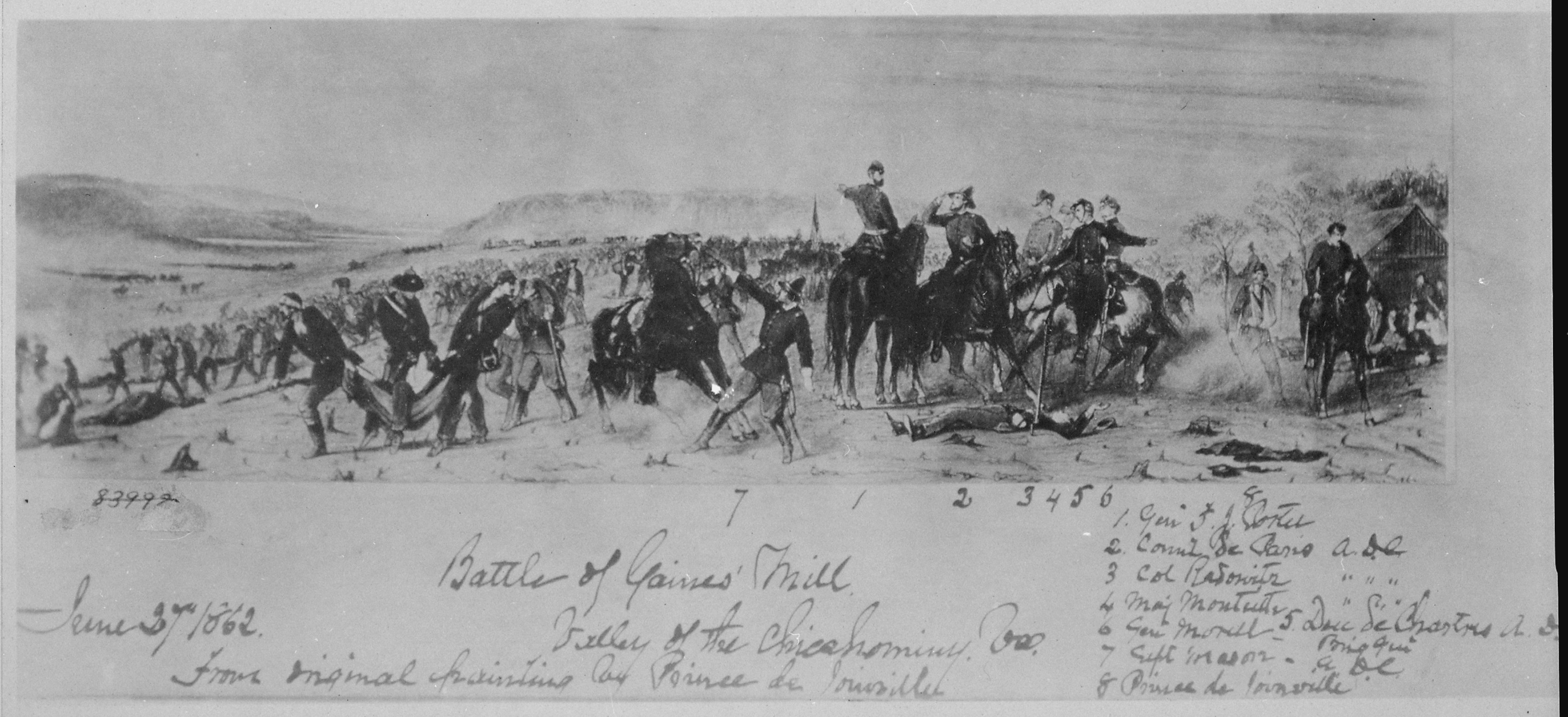
Bataille de Gaines Mill, vallée de la Chickahominy, en Virginie, le 27 juin 1862. Archives de l'Office de l'officier en chef des transmissions, 1860 - 1985.

Les premières actions de la bataille surviennent entre midi et 13 heures le 27 juin 1862 après  que la division de D. H. Hill division a atteint Old Cold Harbor, où il est prévu qu'il fasse le lien avec le commandement de Stonewall Jackson. Hill pousse à travers le croisement avec de deux brigades, qui rencontrent des tirs inattendus d'infanterie. Cherchant à supprimer les tirs, il fait venir la batterie de Jeff Davis de l'Alabama, mais elle mise bientôt en échec par deux batteries de six canons, armées par les réguliers des États-Unis de la division du brigadier général George Sykes. Hill est surpris par le niveau de résistance et par ce qui lui semble être le front de la force de l'Union et non le flanc, il décide donc d'attendre l'arrivée de Jackson avant d'aller plus loin. Le bruit de cet engagement  ne parvient pas à atteindre le général Lee à son quartier général, la maison possédée par William Hogan, nommé « Selwyn »
.

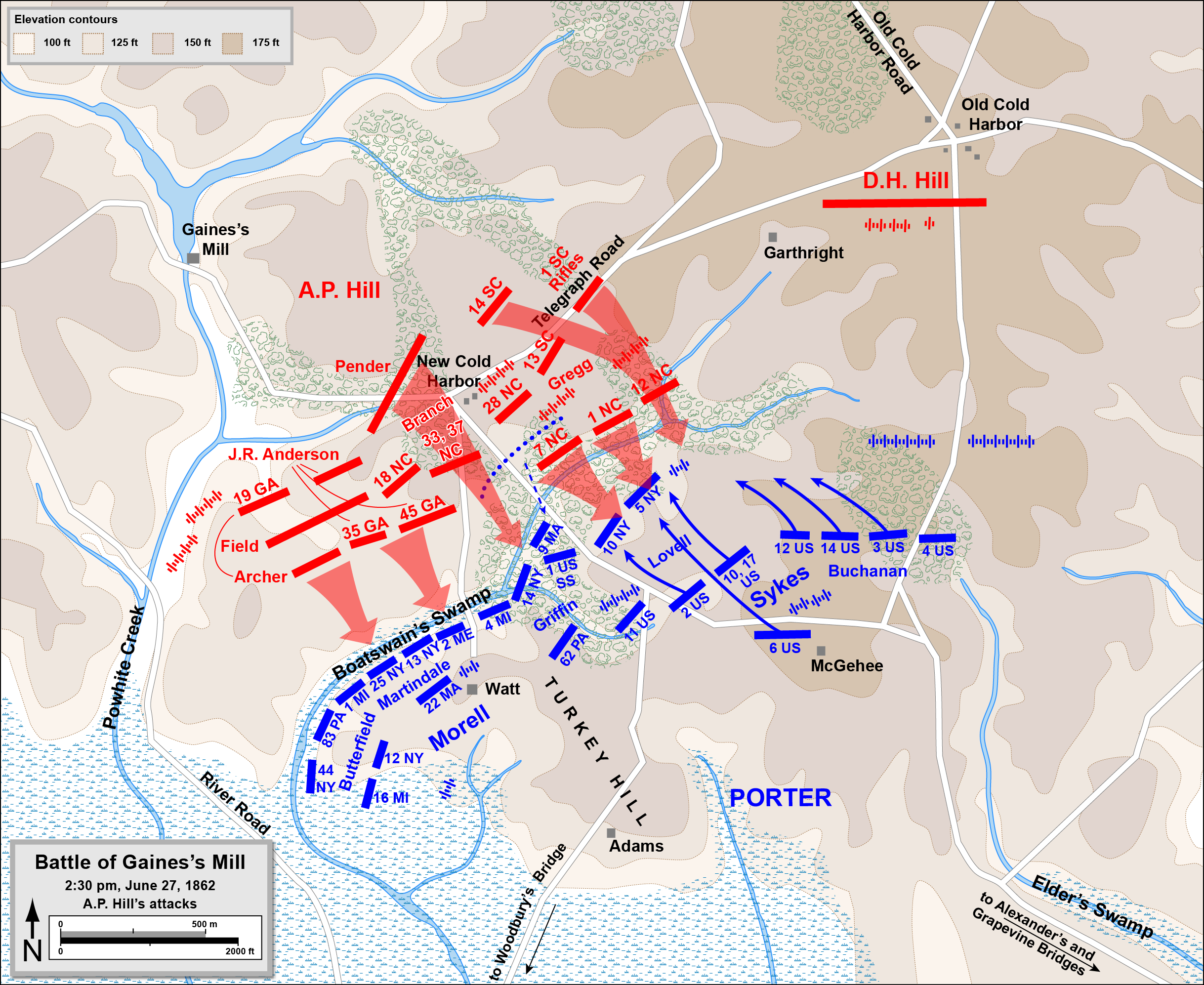
Attaque d'A. P. Hill

La division d'A. P. Hill a traversé le Beaver Dam Creek tôt le matin, trouvant l'ancienne ligne de l'Union légèrement défendue. Alors qu'ils se dirigent vers l'est et s'approchent de Gaines's Mill à peu près au moment que les hommes de D. H. Hill sont engagés, Porter demande officiellement à McClellan d'envoyer la division de Slocum à travers la Chickahominy par le pont Alexander pour le soutenir. La brigade de tête d'A. P. Hill, sous les ordres du brigadier général Maxcy Gregg, est retenue par les tirailleurs du 1st U.S. Sharpshooters du colonel Hiram Berdan et le 9th Massachusetts Infantry. En début d'après-midi, il rencontre la forte opposition de Porter, déployée le long du Boatswain's Creek et le terrain marécageux est un obstacle majeur pour l'avance. Les attaques menées par les brigades des brigadiers généraux Gregg, Dorsey Pender, Joseph R. Anderson, et Lawrence O''Bryan Branch font peu de progrès. Un engagement particulièrement sanglant a eu lieu alors que le 1st South Carolina Rifles attaque une  batterie du Massachusetts, mais est repoussé par les zouaves du 5th New York, qui infligent 57 % de pertes (76 tués, 221 blessés, et 58 disparus) aux Caroliniens du Sud, les plus grandes pertes régimentaires confédérées de la journée.
Au lieu de poursuivre un ennemi en fuite, alors que ses ordres lui demandaient de le faire, A. P. Hill a attaqué une position de l'Union retranchée, perdant environ 2 000 sur 13 200 de ses hommes dans une tentative vaine. Combiné avec ses attaques à Mechanicsville la veille, la Light Division a perdu plus d'un quart de ses hommes. Le général McClellan est encouragé par les télégrammes de Porter envoyés à son quartier général à quelques kilomètres à l'arrière. Il répond, « si l'ennemi retraite et vous êtes un chasseur, donnez-lui un coup de main ». Il dit aussi à Franklin de traverser la rivière sur le pont de Duane et d'attaquer le flanc de l'ennemi, s'il voit une occasion favorable, mais il est consterné d'apprendre que le commandant du VI corps a détruit le pont, de peur d'une éventuelle attaque ennemie. Dans le même temps, le brigadier général Edwin V. Sumner du II corps signale de l'activité ennemie en face de lui. L'optimisme de McClellan est anéanti et il ordonne de remballer le matériel de son état-major en vue de la retraite. Du côté confédéré, le général Lee a été un participant actif dans l'assaut infructueux, ralliant ses troupes trop près du front pour leur confort. Alors que Longstreet arrive au sud-ouest d'A. P. Hill, il voit la difficulté de les attaquer sur le terrain et la retarde jusqu'à ce que Stonewall Jackson puisse attaquer sur la gauche de Hill.
Pour la deuxième fois lors des sept jours, cependant, Jackson est en retard. Un éclaireur du 4th Virignia Cavalry, le soldat John Henry Timberlake, comprend mal les intentions de Jackson et le conduit sur la mauvaise route. Après qu'ils contre-marchent, perdant environ une heure, les troupes de Jackson trouvent la route d'Old Cold Harbor obstruée par des arbres abattus par l'armée de l'Union en retraite et sont harcelés par des tireurs d'élite, retardant leur arrivée. Le premier commandement de Jackson à atteindre le champ de bataille est la division du major général Richard S. Ewell, qui rencontre l'aide de camp de Lee, Walter Taylor, et lui demande de passer à l'action immédiatement. Lee est préoccupé par le fait que Porter pourrait contre-attaquer les troupes affaiblies d'A. P. Hill, donc il ordonne à Longstreet, afin de mener une attaque de diversion afin de stabiliser les lignes jusqu'à ce qu'à l'arrivée complète du commandement de Jackson et qu'il attaque par le nord. Lors de l'attaque de Longstreet, la brigade du brigadier général George E. Pickett tente un assaut frontal, et est repoussée en arrière sous un feu intense avec de lourdes pertes. Pickett est lui-même blessé à l'épaule. Le président confédéré Jefferson Davis est parmi les témoins de l'échec de la tentative de Pickett.

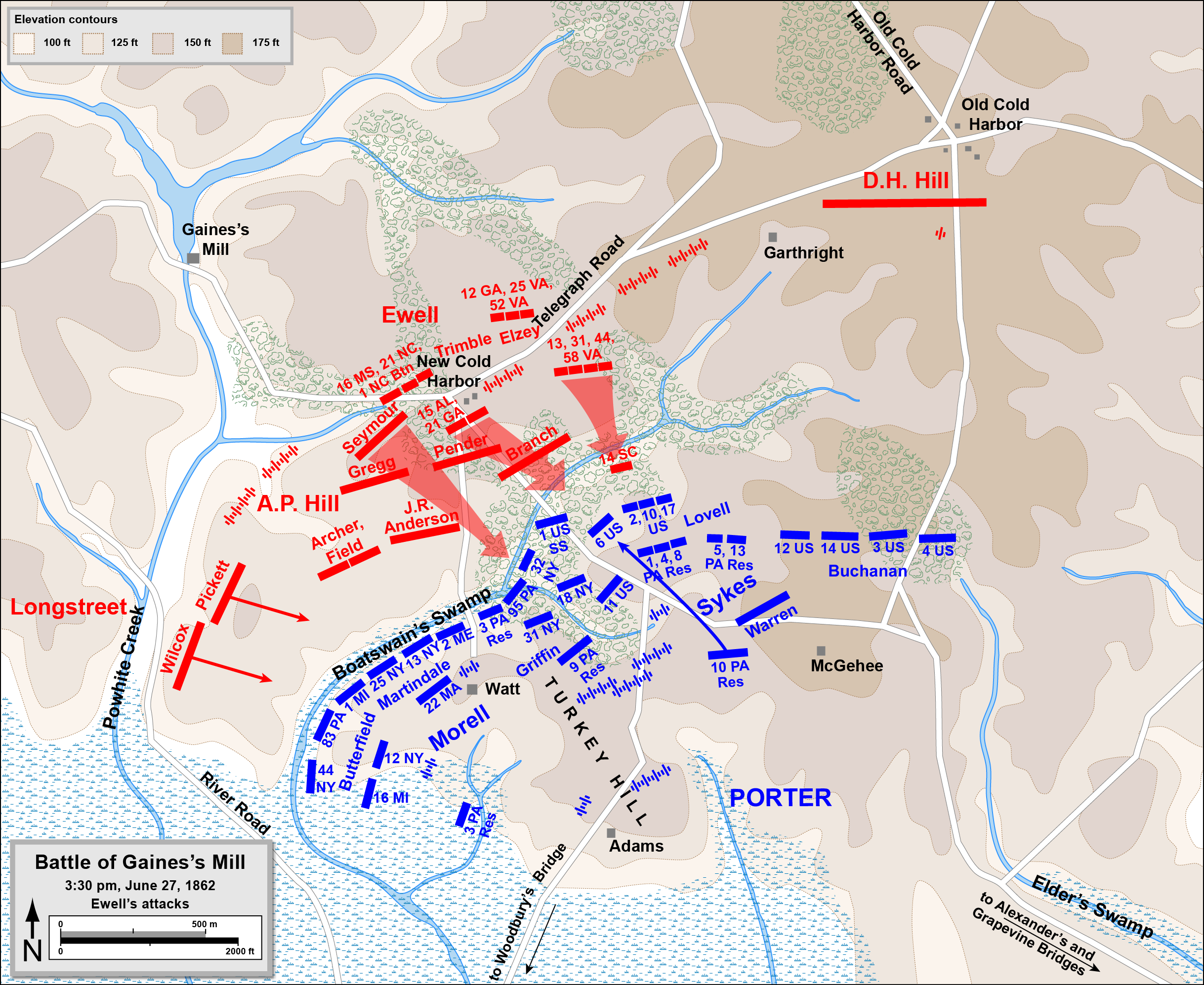
Attaque d'Ewell

Ewell commence immédiatement son attaque, autour de 15 heures 30, sans attendre que l'ensemble de sa division vienne en ligne. Les instructions du général Lee sont d'avancer le long du même axe utilisé par les brigades de Gregg et de Branch, afin de maintenir l'élan de l'attaque. Il envoie sa brigade de tête, les louisianans sous les ordres du colonel Isaac Seymour, commandant en l'absence du major général Richard Taylor pour des raisons médicales. Seymour est relativement inexpérimenté et ses troupes se désorganisent dans les bois et les marais de Boatswain's Swamp. Leur confusion augmente lorsque le colonel Seymour est tué par une volée de fusil de l'Union. Le commandant Roberdeau Wheat, le truculent leader du bataillon des Louisiana Tigers monte à l'avant pour diriger la brigade, mais il est aussi tué d'une balle dans la tête. La brigade de Louisiane se retire de la bataille. L'attaque d'Ewell continue avec deux régiments de la brigade du brigadier général Isaac R. Trimble, mais ils ne peuvent pas aller au-delà des marais, avec environ 20 % de pertes. Porter commence à recevoir des renforts de la division de Slocum et il amène à l'avant des troupes pour combler les trous dans sa ligne. Cependant, malgré les télégrammes de Porter pour obtenir plus d'aide, le général McClellan n'adhère pas aux avantages d'une contre-attaque. Il demande à son chef de corps d'aller au sud de la rivière avec toutes les troupes qui le peuvent. Quand personne ne se porte volontaire, il ordonne au II corps de Sumner d'envoyer des deux brigades - environ un dixième de l'armée - au-delà de la rivière, mais, en raison de la distance, ils ne peuvent pas arriver sur les lieux avant trois heures.
Lorsque Stonewall Jackson atteint finalement Old Cold Harbor, fatigué par la marche et la contre-marche, il commence à organiser ses troupes et celles de D. H. Hill pour piéger les fédéraux dont il espère qu'ils sont repoussés vers l'est par Longstreet et A. P. Hill. Il reçoit rapidement des instructions du général Lee qui l'informe de la situation actuelle et il commence à préparer son commandement à attaquer la ligne principale fédérale. Le mauvais travail de l'état-major empêche ses hommes d'avancer pendant plus d'une heure. Alors que Jackson fait des va et vient distraitement, son aumônier et le chef d'état-major, le commandant Robert L. Dabney, prennent l'initiative de trouver les divisions des brigadiers génréraux William H. C. Whiting et Charles S. Winder et corrigent les instructions confuses qu'ils ont reçues. Les généraux Lee et Jackson se rencontrent sur la route du télégraphe pour coordonner l'assaut final sur l'ensemble de la ligne fédérale.

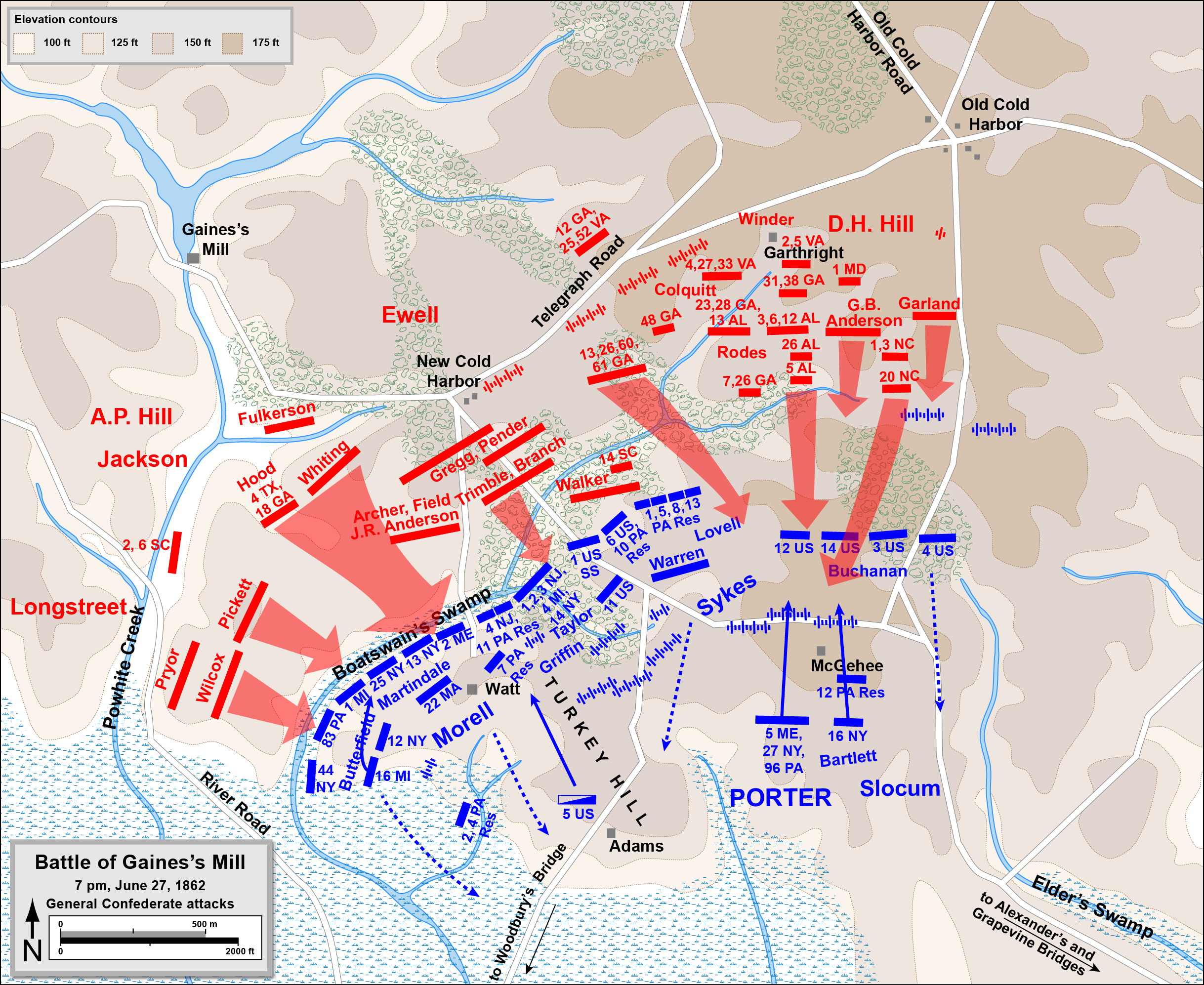
Attaque générale confédérée

L'assaut de Lee à 19 heures est mené par 16 brigades, environ 32 100 hommes. Porter a environ 34 000 hommes pour défendre la ligne, mais beaucoup sont éreintés par les attaques précédentes et la cohésion du commandement est entravée par l'arrivée isolée des renforts dans la ligne pour combler les trous. Néanmoins, ils ont l'avantage d'un bon terrain défensif et la supériorité de l'artillerie. Les confédérés ne sont pas en mesure d'avancer simultanément en une ligne de bataille impeccable sur un front de 3,2 kilomètres (2,25 miles), mais se précipitent vers l'avant et sont repoussés par intermittence dans de petites actions. Sur la gauche confédérée, l'attaque de la division de D. H. Hill rencontre une forte résistance des réguliers de la division de Sykes autour de la maison de McGehee. Au centre, les géorgiens de la brigade du brigadier général Alexander R. Lawton participent à leur première bataille. Ils poussent de l'avant avec l'aide de la division de Winder de la brigade Stonewall, avec celles d'Elzey de et de Trimble de la division d'Ewell. Les droite confédérée est opposée à un terrain particulièrement difficile, quatre cents mètres de champ de blé à découvert qui descend en pente vers Boatswain's Swamp  et doit ensuite faire face à deux lignes de défenseurs de l'Union sur un terrain plus élevé. James Longstreet écrit dans son rapport, « j'étais, en fait, dans la position que l'ennemi souhaitait nous voir attaquer ».
Alors que le soleil commence à se coucher, la division de William Whiting réalise une percée sur le front de Longstreet. La brigade du Texas du général John Bell Hood va de l'avant rapidement et de manière agressive et fait un trou dans la ligne. La brigade de Pickett réussit également son deuxième assaut de la journée. Les percées confédérées au centre et sur la droite ne peuvent pas être contrées et la ligne de l'Union se parsème. Les réguliers de Sykes réalisent une retraite en bon ordre de la maison de McGehee maison jusqu'à Grapevine Bridge. Les brigades de l'Union des brigadiers généraux Thomas F. Meagher et William H. French arrivent du II corps, trop tard pour aider à autre chose que servir d'arrière-garde de la retraite de Porter. Un bataillon du 5th U.S. Cavalry sous le commandement du capitaine Charles J. Whiting fait une charge désespérée contre la brigade du Texas, mais est contraint à la reddition après de lourdes pertes. À 4 heures du matin, le 28 juin, Porter se retire à travers la Chickahominy, brûlant les ponts derrière lui.

## Conséquences

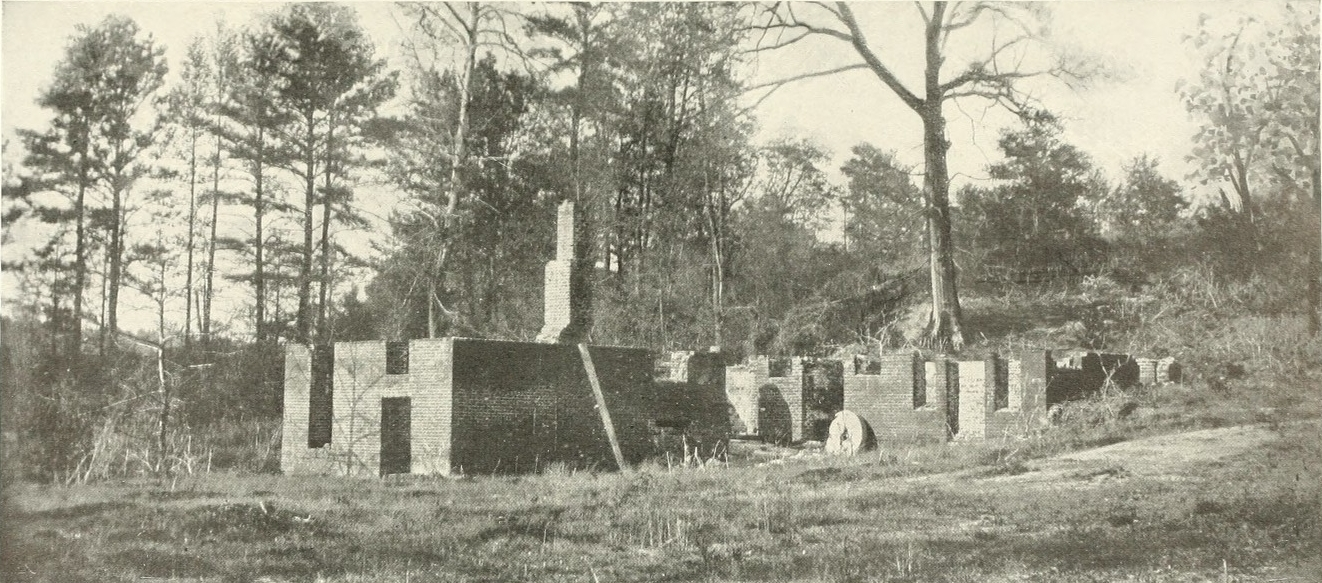
Ruines de Gains Mills

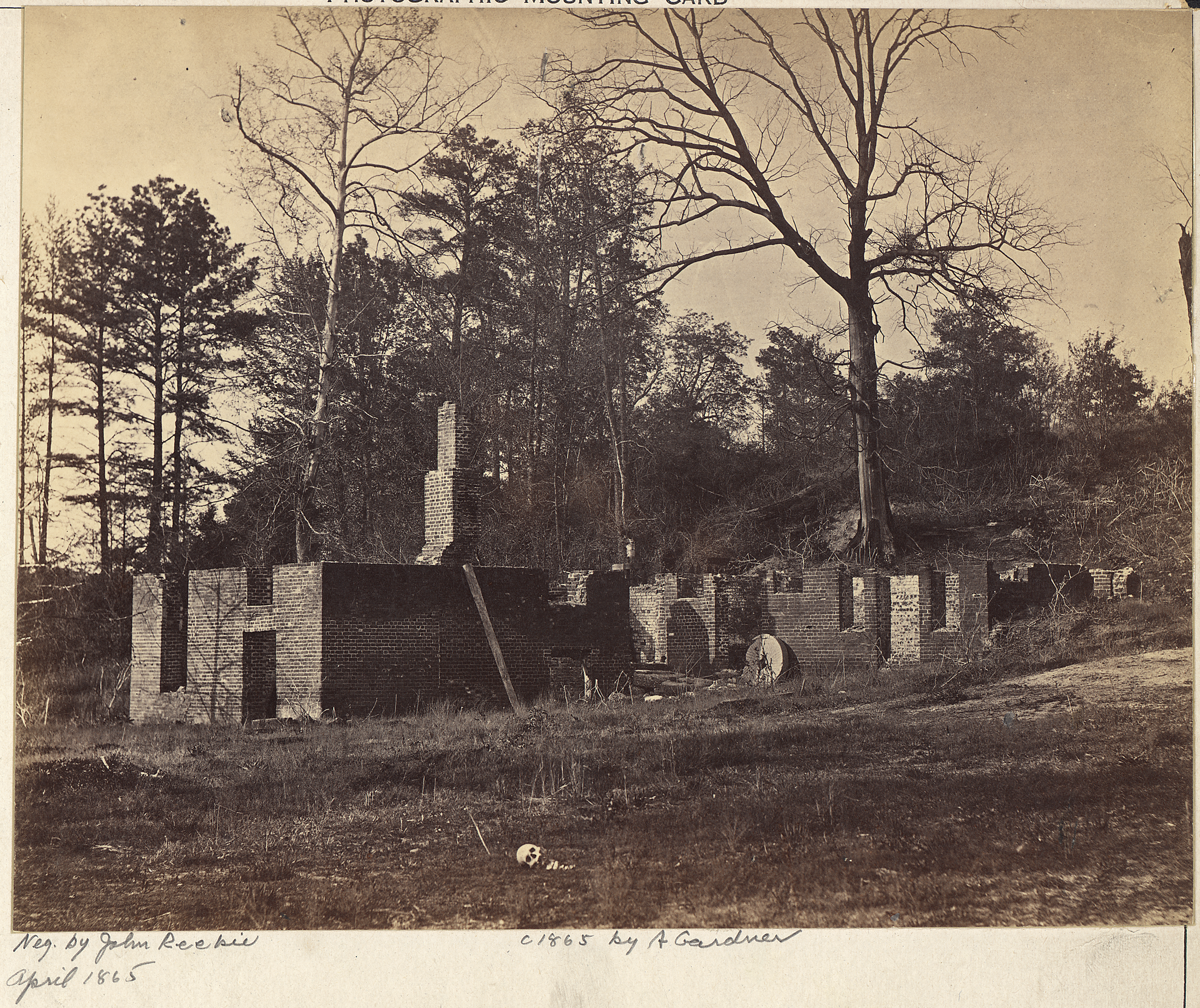
En avril 1865, John Reekie photographie les ruines de Gaines's Mill montrant les restes d'une tombe du soldat au premier plan

Gaines's Mill est une bataille intense, la plus grande des sept jours, et la seule victoire tactique  claire confédérés de la campagne de la Péninsule. Les pertes de l'Union sur les 34 214 hommes engagés s'élèvent à 6 837 (894 tués, 3 107 blessés, et 2 836 capturés ou disparus). Sur les 57 018 confédérés engagés, les pertes s'élèvent à 7 993 (1 483 tués, 6 402 blessés, 108 disparus ou capturés). Comme l'assaut confédéré est mené contre seulement une petite partie de l'armée de l'Union (le V corps, un cinquième de l'armée), l'armée sort de la bataille dans un état relativement bon dans l'ensemble. La victoire de Lee, sa première de la guerre, aurait pu être plus complète s'il n'y avait eu les erreurs de Stonewall Jackson. L'historien Stephen W. Sears spécule que sans la marche mal dirigée de Jackson et le mauvais travail de son état-major, l'assaut principal que Lee déclenche à 19 heures aurait pu avoir lieu trois ou quatre heures plus tôt. Cela aurait mis Porter dans un grave danger, sans les renforts de toute dernière minute et la couverture de l'obscurité. Il cite Edward Porter Alexander, l'éminent officier confédéré d'artillerie et historien d'après-guerre : « Si Jackson avait attaqué dès qu'il est arrivé, ou au cours de l'attaque d'A. P. Hill, on aurait eu une victoire facile - comparativement, et aurait capturé la plupart du commandement de Porter ».
Bien que McClellan a déjà prévu de faire passer sa base d'approvisionnement sur la James River, sa défaite l'énerve et il décide brutalement d'abandonner sa progression sur Richmond et de commencer la retraite de son armée entière vers la James. Gaines's Mill et la retraite de l'Union à travers la Chickahominy est une victoire psychologique pour la Confédération, signifiant que Richmond est hors de danger.

## Préservation du champ de bataille
La seule portion conservée du champ de bataille de Gaines's Mill depuis près de 150 ans est une section de 24 hectares (60 acres) du champ de bataille sous le contrôle du service des parcs nationaux autour de la maison de Watt. Cette étendue est seulement une petite fraction des plus de 809 hectares (2 000 acres), qui comprend le champ de bataille.
En 2011, deux autres efforts de préservation ont été réalisés par l'association des champs de bataille de Richmond et de la Civil War Trust - la première réussite de préservation à Gaines's Mill depuis la veille de la seconde guerre mondiale. Cette nouvelle parcelle de 115 hectares (285 acres) de l'« attaque de Longstreet » augmente considérablement la superficie de terrain conservé à Gaines's Mill. La Civil War Trust a sauvé 127 hectares (314 acres) à Gaines’s Mill à ce jour.